# Música de Marrocos

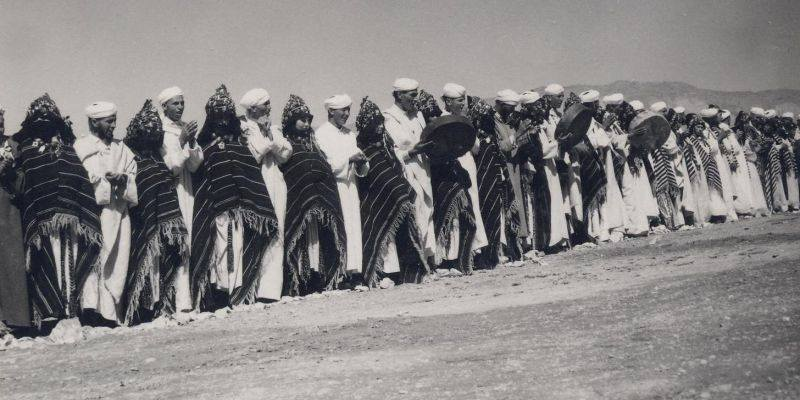
Ahidus em 2002.

Marrocos é habitada principalmente por árabes, juntamente com o berberes e de outras minorias. A sua música é predominantemente árabe. Rock-influenciada bandas chaabi são generalizadas, como é música trance com origens históricas na música muçulmana.

## Rap e reggae
Rap e reggae tornaram-se mais dominantes no Marrocos contemporâneo. Artistas como Muçulmano, Dizzy DROS e Dub Afrika ganhou popularidade internacional. Eles são mais conhecidos por sua música, Rissala.